# Ben Hur (2010)
Ben Hur is een tweedelige miniserie uit 2010 die geproduceerd werd door Alchemy Television Group en Drimtim Entertainment in samenwerking met een aantal internationale partners.
De serie werd voor het eerst op 4 en 10 april 2010 uitgezonden op het Canadese CBC. In 2013 werd de serie getoond in de Verenigde Staten, via Ovation. De miniserie zou minder nadruk op de religieuze elementen leggen dan de bekende verfilming uit 1959.

## Cast
- Joseph Morgan als Judah Ben Hur
- Stephen Campbell Moore als Octavius Messala
- Emily VanCamp als Esther
- Hugh Bonneville als Pontius Pilatus
- Ray Winstone als Quintus Arrius
- James Faulkner als Marcellus Agrippa
- Alex Kingston als Ruth
- Kristin Kreuk als Tirzah
- Lucía Jiménez als Athene
- Ben Cross als keizer Tiberius
- Kris Holden-Reid als Gaius